# Morze Somowa
Morze Somowa – przybrzeżne morze antarktyczne Oceanu Południowego, między morzem Rossa i Dumont d’Urville’a, po obu stronach południowego koła podbiegunowego. Nazwano je w 1973 r., po dryfie statku „Ob”, kiedy uzyskano dane świadczące o odrębności tych wód w stosunku do wód mórz sąsiednich. 
Nazwa została nadana dla uczczenia polarnika, oceanografa i geografa Michaiła Somowa, kierownika pierwszej radzieckiej ekspedycji antarktycznej, w czasie której założono stację „Mirnyj” (1956 r.).
Rosyjska letnia stacja polarna Leningradskaja znajduje się na wybrzeżu Morza Somowa.